# مایک مور
مایک مور (انگلیسی: Mike Moore؛ زادهٔ ۲۸ ژانویهٔ ۱۹۴۹ – درگذشته ۲ فوریه ۲۰۲۰) یک سیاست‌مدار اهل نیوزیلند بود. وی از سپتامبر تا نوامبر ۱۹۹۰ نخست‌وزیر این کشور بود. مایک مور در ۲ فوریه ۲۰۲۰، در سن ۷۱ سالگی درگذشت.